# Ampliació de l'Hospital de La Garriga
L'Ampliació de l'Hospital de La Garriga és una obra del municipi de la Garriga (Vallès Oriental) inclosa en l'Inventari del Patrimoni Arquitectònic de Catalunya.

## Descripció
És un edifici civil que consta de planta baixa i pis llevat del sector sud, on hi ha una segona planta amb la qual cosa queda limitat formalment el conjunt de les dues edificacions. Està assentat damunt un sòcol de maçoneria que arriba fins a l'ampit de les finestres de la planta baixa, la resta de façanes estan estucades. Els arcs de les obertures de la planta baixa són de mig punt encerclats amb obra vista o bé són mixtes (mig punt central i llinda plana als laterals). A la planta segona hi ha una imposta perimetral reforçada per una faixa de rajoles de color blau. La coberta és a dues vessants i de teula àrab. Les obertures del cos central estan limitades per pilastres.
A partir de juny de l'any 1918 la junta d'obres d'aquest edifici va prescindir de la col·laboració de Manel J. Raspall però el projecte porta la seva signatura.